# Distrito de Burdeos
El distrito de Burdeos (en francés Arrondissement de Bordeaux) es un distrito de Francia que se localiza en el departamento de la Gironda (en francés Gironde), en la región de Nueva Aquitania. Cuenta con 33 cantones y 157 comunas.

## División territorial

### Cantones
Los 29 cantones del distrito de Burdeos son:
1. Cantón de Bègles
2. Cantón de Blanquefort
3. Cantón de Burdeos-1
4. Cantón de Burdeos-2
5. Cantón de Burdeos-3
6. Cantón de Burdeos-4
7. Cantón de Burdeos-5
8. Cantón de Burdeos-6
9. Cantón de Burdeos-7
10. Cantón de Burdeos-8
11. Cantón de Le Bouscat
12. Cantón de La Brède
13. Cantón de Cadillac
14. Cantón de Carbon-Blanc
15. Cantón de Castelnau-de-Médoc
16. Cantón de Cenon
17. Cantón de Créon
18. Cantón de Floirac
19. Cantón de Gradignan
20. Cantón de Lormont
21. Cantón de Mérignac-1
22. Cantón de Mérignac-2
23. Cantón de Pessac-1
24. Cantón de Pessac-2
25. Cantón de Podensac
26. Cantón de Saint-André-de-Cubzac
27. Cantón de Saint-Médard-en-Jalles
28. Cantón de Talence
29. Cantón de Villenave-d'Ornon

### Comunas
| 1. Ambarès-et-Lagrave (33003)          | 2. Ambès (33004)                       | 3. Arbanats (33007)                   | 4. Arcins (33010)                       |
| 5. Arsac (33012)                       | 6. Artigues-près-Bordeaux (33013)      | 7. Aubie-et-Espessas (33018)          | 8. Avensan (33022)                      |
| 9. Ayguemorte-les-Graves (33023)       | 10. Barsac (33030)                     | 11. Bassens (33032)                   | 12. Baurech (33033)                     |
| 13. Beautiran (33037)                  | 14. Bègles (33039)                     | 15. Béguey (33040)                    | 16. Beychac-et-Caillau (33049)          |
| 17. Blanquefort (33056)                | 18. Blésignac (33059)                  | 19. Bonnetan (33061)                  | 20. Burdeos (33063)                     |
| 21. Bouliac (33065)                    | 22. Le Bouscat (33069)                 | 23. Brach (33070)                     | 24. La Brède (33213)                    |
| 25. Bruges (33075)                     | 26. Budos (33076)                      | 27. Cabanac-et-Villagrains (33077)    | 28. Cadaujac (33080)                    |
| 29. Cadillac (33081)                   | 30. Camarsac (33083)                   | 31. Cambes (33084)                    | 32. Camblanes-et-Meynac (33085)         |
| 33. Cantenac (33091)                   | 34. Canéjan (33090)                    | 35. Capian (33093)                    | 36. Carbon-Blanc (33096)                |
| 37. Cardan (33098)                     | 38. Carignan-de-Bordeaux (33099)       | 39. Castelnau-de-Médoc (33104)        | 40. Castres-Gironde (33109)             |
| 41. Cénac (33118)                      | 42. Cenon (33119)                      | 43. Cérons (33120)                    | 44. Cestas (33122)                      |
| 45. Croignon (33141)                   | 46. Créon (33140)                      | 47. Cubzac-les-Ponts (33143)          | 48. Cursan (33145)                      |
| 49. Cussac-Fort-Médoc (33146)          | 50. Donzac (33152)                     | 51. Eysines (33162)                   | 52. Fargues-Saint-Hilaire (33165)       |
| 53. Floirac (33167)                    | 54. Gabarnac (33176)                   | 55. Gauriaguet (33183)                | 56. Gradignan (33192)                   |
| 57. Guillos (33197)                    | 58. Le Haillan (33200)                 | 59. Haux (33201)                      | 60. Illats (33205)                      |
| 61. Isle-Saint-Georges (33206)         | 62. Labarde (33211)                    | 63. Lacanau (33214)                   | 64. Lamarque (33220)                    |
| 65. Landiras (33225)                   | 66. Langoiran (33226)                  | 67. Laroque (33231)                   | 68. Latresne (33234)                    |
| 69. Léognan (33238)                    | 70. Lestiac-sur-Garonne (33241)        | 71. Lignan-de-Bordeaux (33245)        | 72. Listrac-Médoc (33248)               |
| 73. Lormont (33249)                    | 74. Loupes (33252)                     | 75. Loupiac (33253)                   | 76. Ludon-Médoc (33256)                 |
| 77. Macau (33262)                      | 78. Madirac (33263)                    | 79. Margaux (33268)                   | 80. Martignas-sur-Jalle (33273)         |
| 81. Martillac (33274)                  | 82. Mérignac (33281)                   | 83. Monprimblanc (33288)              | 84. Montussan (33293)                   |
| 85. Moulis-en-Médoc (33297)            | 86. Omet (33308)                       | 87. Paillet (33311)                   | 88. Parempuyre (33312)                  |
| 89. Pessac (33318)                     | 90. Peujard (33321)                    | 91. Le Pian-Médoc (33322)             | 92. Podensac (33327)                    |
| 93. Pompignac (33330)                  | 94. Le Porge (33333)                   | 95. Portets (33334)                   | 96. Le Pout (33335)                     |
| 97. Preignac (33337)                   | 98. Pujols-sur-Ciron (33343)           | 99. Quinsac (33349)                   | 100. Rions (33355)                      |
| 101. Sadirac (33363)                   | 102. Saint-André-de-Cubzac (33366)     | 103. Saint-Antoine (33371)            | 104. Saint-Aubin-de-Médoc (33376)       |
| 105. Saint-Caprais-de-Bordeaux (33381) | 106. Saint-Genès-de-Lombaud (33408)    | 107. Saint-Gervais (33415)            | 108. Saint-Jean-d'Illac (33422)         |
| 109. Saint-Laurent-d'Arce (33425)      | 110. Saint-Léon (33431)                | 111. Saint-Loubès (33433)             | 112. Saint-Louis-de-Montferrand (33434) |
| 113. Saint-Médard-d'Eyrans (33448)     | 114. Saint-Médard-en-Jalles (33449)    | 115. Saint-Michel-de-Rieufret (33452) | 116. Saint-Morillon (33454)             |
| 117. Saint-Selve (33474)               | 118. Saint-Sulpice-et-Cameyrac (33483) | 119. Saint-Vincent-de-Paul (33487)    | 120. Sainte-Croix-du-Mont (33392)       |
| 121. Sainte-Eulalie (33397)            | 122. Sainte-Hélène (33417)             | 123. Salaunes (33494)                 | 124. Salignac (33495)                   |
| 125. Salleboeuf (33496)                | 126. Saucats (33501)                   | 127. Saumos (33503)                   | 128. La Sauve (33505)                   |
| 129. Soussans (33517)                  | 130. Tabanac (33518)                   | 131. Le Taillan-Médoc (33519)         | 132. Talence (33522)                    |
| 133. Le Temple (33528)                 | 134. Le Tourne (33534)                 | 135. Tresses (33535)                  | 136. Villenave-d'Ornon (33550)          |
| 137. Villenave-de-Rions (33549)        | 138. Virelade (33552)                  | 139. Virsac (33553)                   | 140. Yvrac (33554)                      |